# NGC 1574
NGC 1574 ist eine linsenförmige Galaxie vom Hubble-Typ SA0 im Sternbild Netz an der Grenze zum Sternbild Dorado am Südsternhimmel. Sie ist schätzungsweise 39 Millionen Lichtjahre von der Milchstraße entfernt und hat einen Durchmesser von etwa 50.000 Lichtjahren. Gemeinsam mit vier weiteren Galaxien bildet sie die NGC 1553-Gruppe (LGG 112).
Das Objekt wurde vom Astronomen John Herschel am 4. Dezember 1834 mithilfe eines 18,7-Zoll-Teleskops entdeckt.

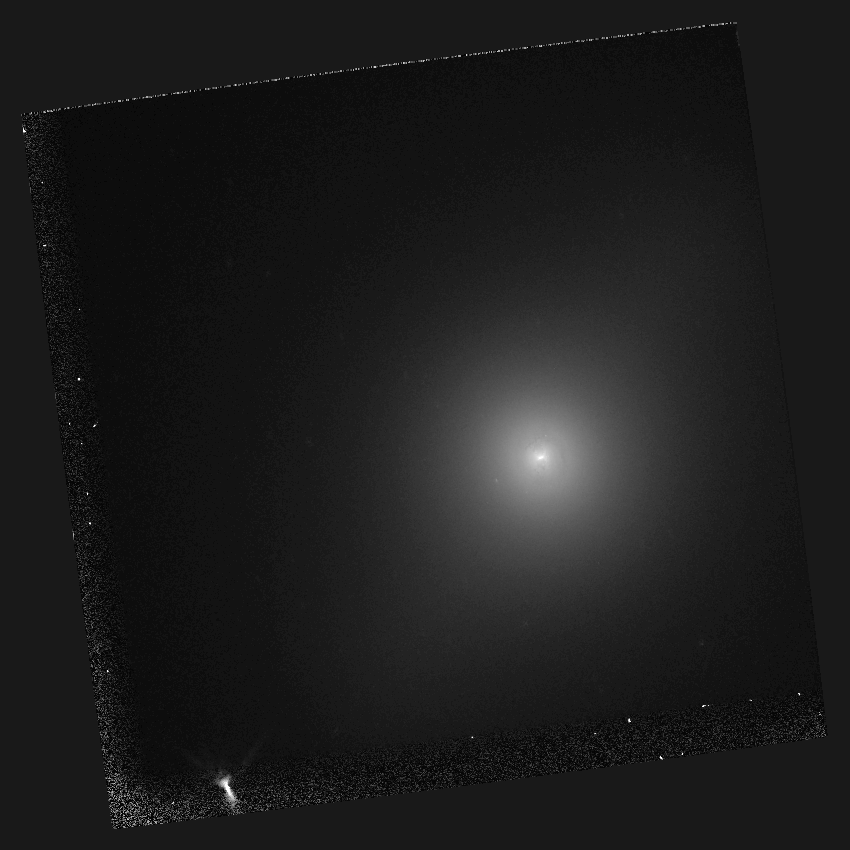
Aufnahme des Hubble-Weltraumteleskops von NGC 1574: Im Zentrum der Galaxie sind Staubwolken erkennbar.